# Teyon
Teyon is  een Poolse ontwikkelaar en uitgever van computerspellen. Het bedrijf werd in 2006 opgericht en maakt voornamelijk computerspellen voor online distributie. 

## Computerspellen

### iOS
- Bird Mania (2013)

### Nintendo 3DS
- Robot Rescue 3D (2013)
- Groove Heaven (2013)
- 101 Dino Pets 3D (2013)
- Bird Mania 3D (2012)
- Heavy Fire: Special Operations 3D (2012)
- Outdoors Unleashed: Africa 3D (2012)
- Crazy Chicken: Pirates 3D (2012)
- Angel Code - A Linda Hyde Mystery (2011)

### NintendoDSiWare
- Clash of Elementalists (2013)
- Wizard Defenders (2012)
- Robot Rescue 2 (2012)
- Escape the Virus: Shoot'Em Up (2012)
- Escape the Virus: Swarm Survival (2012)
- Cat Frenzy (2012)
- Chronicles of Vampires: The Awakening (2012)
- Chronicles of Vampires: Origins (2011)
- 101 Dolphin Pets (2011)
- Arctic Escape (2011)
- 1001 BlockBusters (2011)
- Crystal Caverns of Amon-Ra (2011)
- 101 Pinball World (2011)
- 101 MiniGolf World (2010)
- 1001 Crystal Mazes Collection (2010)
- Super Swap (2010)
- 101 Shark Pets (2010)
- Robot Rescue (2009)
- Ball Fighter (2009)

### Nintendo DS
- 1001 Touch Games (2011)
- Vampire Mansion - A Linda Hyde Mystery (2011)
- Mini Golf Resort DS (2011)
- Florist Shop (2010)
- 101 Dino Pets DS (2009)

### PlayStation 3
- Rambo: The Video Game (2013)
- Heavy Fire: Shattered Spear (2013)
- Heavy Fire: Afghanistan (2011)

### Xbox 360
- Rambo: The Video Game (2013)
- Heavy Fire: Shattered Spear (2013)

### Wii
- Heavy Fire: Afghanistan (2011)
- KidFit: Island Resort (2010)
- Mini Golf Resort (2010)
- Battle Rage (2008)

### WiiWare
- Drop Zone: Under Fire (2012)
- Heavy Fire: Black Arms (2011)
- Heavy Fire: Special Operations (2010)
- Ghost Mania (2010)
- Hubert the Teddy Bear: Winter Games (2010)

### Windows
- Rambo: The Video Game (2013)
- Heavy Fire: Shattered Spear (2013)
- Heavy Fire: Afghanistan (2011)
- Angel Code - A Linda Hyde Mystery (2011)
- Vampire Mansion - A Linda Hyde Mystery (2011)
- Hubert the Teddy Bear: Winter Games (2011)
- Pet Hotel Tycoon (2011)
- Aqua Park Tycoon (2011)
- Hubert the Teddy Bear: Holiday Island (2011)
- Hubert the Teddy Bear: Backyard Games (2011)
- My Fitness (2009)
- Weekend Party: Fashion Show (2009)
- Blind Shot: Assassin's Confession (2009)
- Mahjongg Platinum (2009)
- Mahjongg Championship 3.0 (2009)
- 101 Seal Pets (2009)
- 101 Shark Pets (2009)
- 101 Otter Pets (2009)
- 101 Penguin Pets (2009)
- 101 Dolphin Pets (2009)
- District Wars (2008)
- Club Vegas Casino (2008)
- Casual Strike (2008)
- Battle Rage (2007)
- Crystal Caverns of Amon-Ra (2007)
- Dynasty of Egypt (2007)
- Jewels of the Nile (2007)
- 101 Puppy Pets (2007)
- 101 Kitty Pets (2007)
- 101 Bunny Pets (2007)
- 101 Dino Pets (2007)
- 101 Pony Pets (2007)
- 1001 MiniGolf Challenge (2007)
- Burn (2007)
- WR Rally (2006)